# 陶马什·克里斯蒂安
陶马什·克里斯蒂安（匈牙利語：Tamás Krisztián，1995年4月18日—），匈牙利足球運動員。在場上的位置是後衛。他出身於AC米蘭青訓營。他現在效力於匈牙利足球甲級聯賽球隊布達佩斯捍衛者足球俱樂部。他也代表匈牙利國家青年足球隊參賽。